# De Kandelaar (Amsterdam Nieuw-West)
De Kandelaar is een kerkgebouw in Amsterdam, stadsdeel Nieuw-West, in de wijk Slotermeer. Het gebouw staat aan de Burgemeester Vening Meineszlaan, tussen de Burgemeester Fockstraat en de Johan Herman Doornstraat.
Het werd gebouwd naar een ontwerp van architect Geert Kliphuis. Hij kreeg de opdracht van de vrijgemaakte Gereformeerde kerk van Amsterdam een moderne kerk te laten bouwen. Het was het eerste eigen gebouw van dit kerkgenootschap in Amsterdam. Die gemeente zag in de jaren vijftig en zestig een forse groei, waarbij ze van gebedsruimten naar gebedsruimten trokken omdat de ruimten steeds te klein werd. In de jaren voorafgaand aan de bouw van De Kandelaar trok de geloofsgemeenschap in bij de Opstandingskerk, beter bekend als de Kolenkit. 
Kliphuis kwam met een kerk met een zaal waarin 450 personen zitting konden nemen. Er was tevens een kerkenraadskamer, een hal, vergaderzalen en een keukentje. Aangebouwd is nog een pastorie. Bijzonder detail is dat voor de voorgevel een losse klokkentoren staat. Volgens Kliphuis was zij zowel uitnodigend en vermanend. De eerste van 186 heipalen ging op 25 oktober 1962 de grond in. Het gebouw werd vrijdag 31 januari 1964 geopend; er trad vertraging op omdat in de strenge winter van 1963 niet gewerkt kon worden. De voor- en achtergevel hebben een zaagtandmotief met afwisselend glas- en baksteenstroken; de gevel aan de Burgemeester Fockstraat is geheel van baksteen. 
De naam verwijst naar het Heilige Schrift, een schenker van licht in de hoogte en schijnt in de duisternis. Bij de opening werd er vanaf de kansel meegedeeld dat het Woord van God het ware licht mag schijnen in de harten. De klokkentoren werd destijds ’s avonds verlicht waardoor zij er ook uitzag als kandelaar.
Al snel bleek de kerk te groot. Door ontkerkelijking en wijziging van de bevolkingssamenstelling moesten geloofsgemeenten fuseren. Op 31 maart 1973 nam het Leger des Heils het gebouw over. In 2007 vond een renovatie en uitbreiding plaats. Sinds 2012 vinden er ook buurthuis-activiteiten plaats.

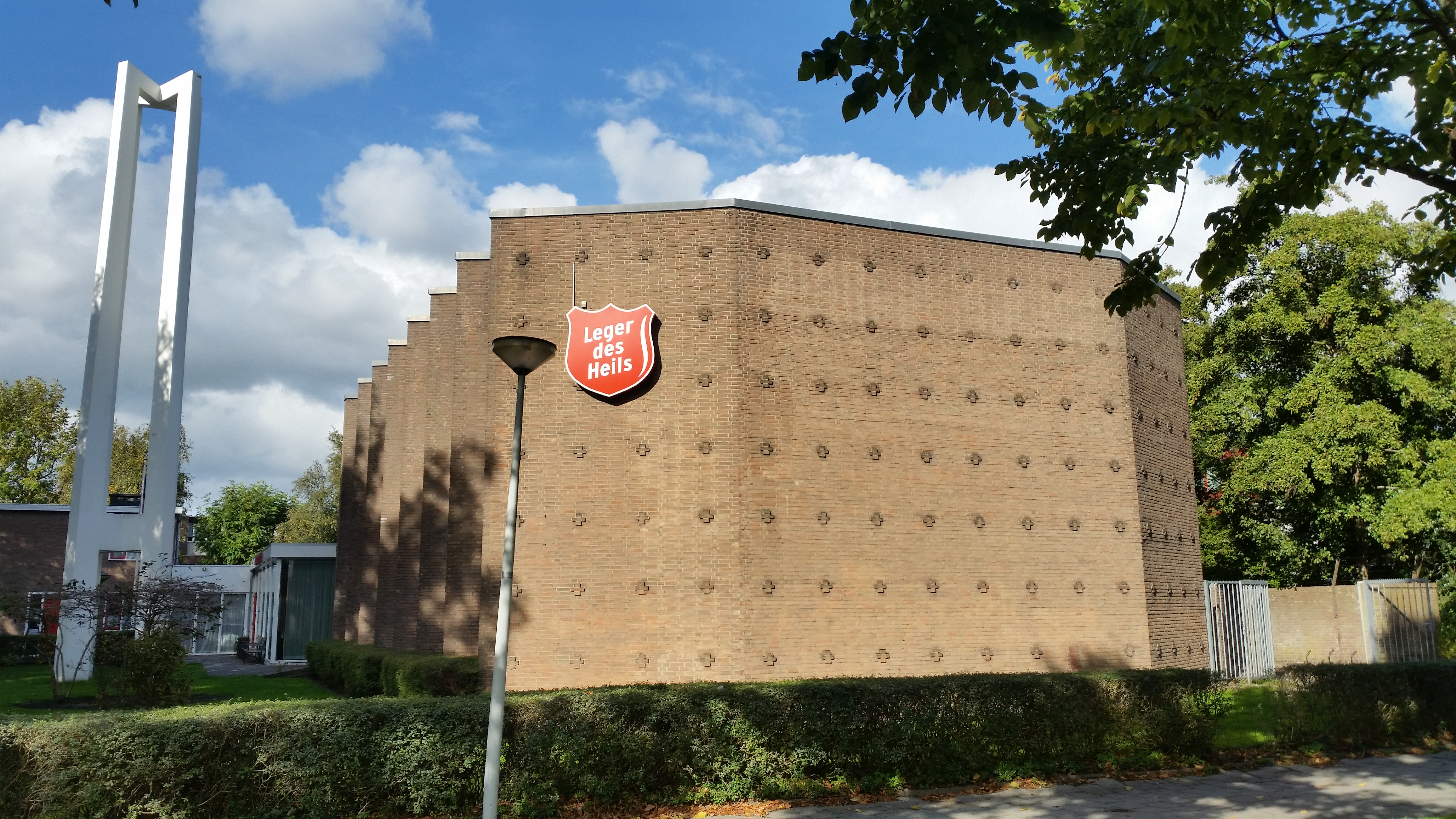
De Kandelaar in 2018